# Scaptius geminipuncta
Scaptius geminipuncta là một loài bướm đêm thuộc phân họ Arctiinae, họ Erebidae.